# Po prostu muzyka
Po prostu muzyka – polski program edukacyjny z lat 1982–1983, przeznaczony dla dzieci, nadawany w TP1 w pierwszej połowie lat 80. i powtarzany w latach 90. XX wieku. Pierwowzorem programu była „Muzyka dla klas I”, nadawana na początku lat 80. również z udziałem Tadeusza Kwinty i w nieco innej formie.
Wyjaśniał strukturę muzyki — kompozycję, nuty, taktowanie oraz przedstawiał różne typy instrumentów. Program prowadzili dwaj identyczni panowie, obaj grani przez Tadeusza Kwintę, którzy w razie potrzeb dwoili się i troili, tworząc np. orkiestrę. Potrafili się również ze sobą droczyć  – pierwszy był starszy i spokojny, a drugi młodszy i niesforny. W pierwszym roku emisji obaj panowie byli miniaturowi i nosili bordowy garnitur. W drugim roku emisji jeden z panów stał się „duży” — nosił biały garnitur i był naturalnej wielkości, a drugi pozostał "mały".
W latach 80. program pokazywano po południu, zwykle razem z Piątkiem z Pankracym lub 5-10-15, zaś w latach 90. rano w ramach Telewizji Edukacyjnej.

## Autorzy programu
Niektóre z zamieszczonych tu informacji wymagają weryfikacji.
 Po wyeliminowaniu niedoskonałości należy usunąć szablon {{Dopracować}} z tej sekcji.
 Wystąpili:  Tadeusz Kwinta — wszystkie postacie

Scenariusz i realizacja TV: Tadeusz Kwinta, Jerzy Boduch 

 Muzyka: Jerzy Kaszycki